# Oxyepoecus inquilinus
Oxyepoecus inquilinus är en myrart som beskrevs av Kusnezov 1952. Oxyepoecus inquilinus ingår i släktet Oxyepoecus och familjen myror. Inga underarter finns listade i Catalogue of Life.

## Bildgalleri

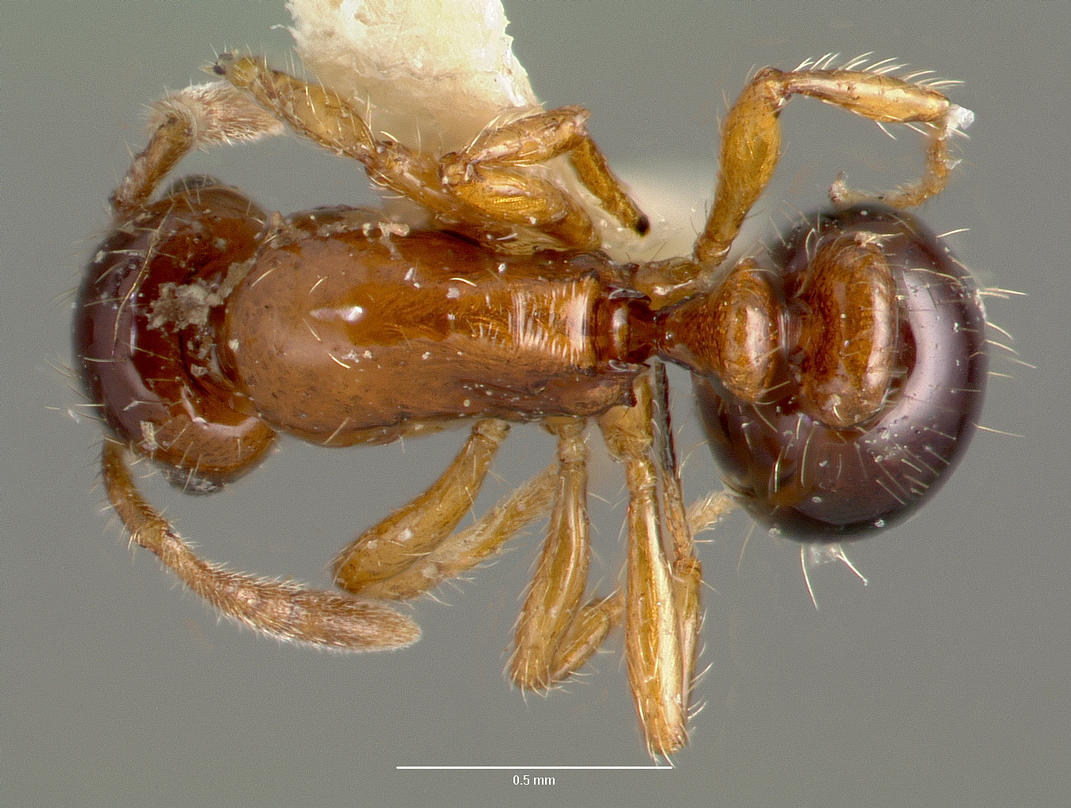
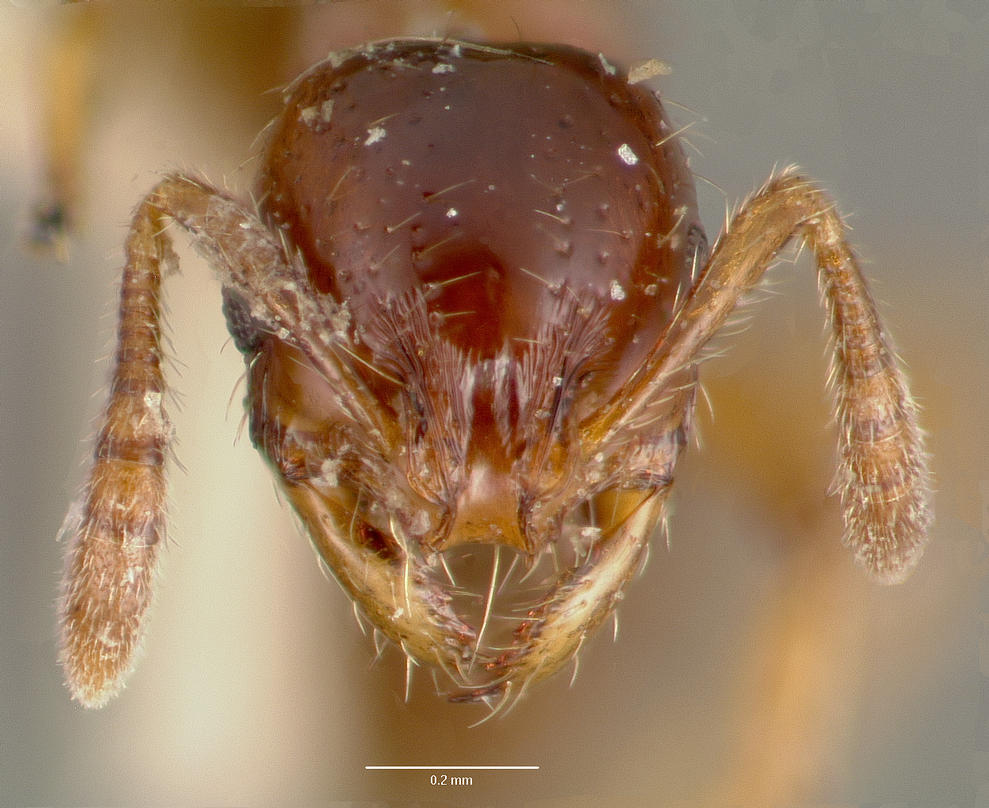
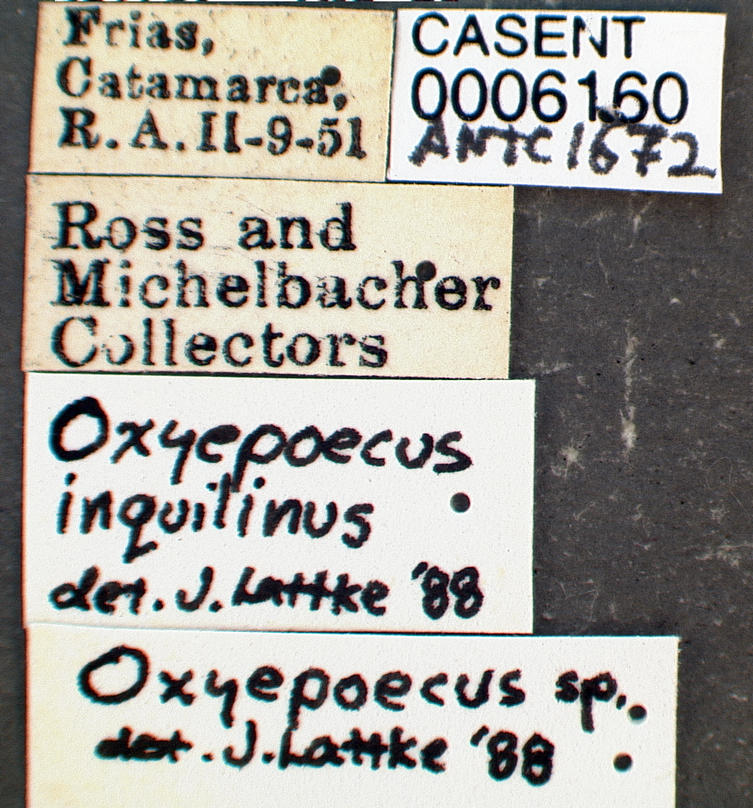
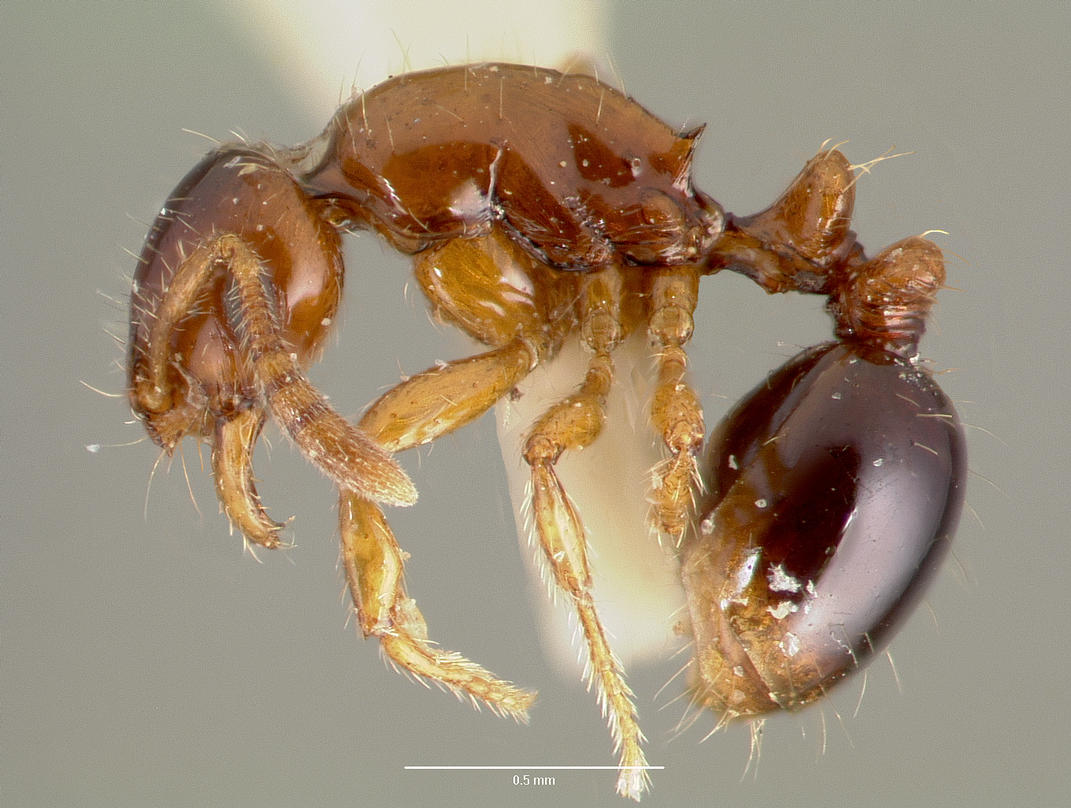